# Cumann na mBan
Cumann na mBan (em português: Liga das Mulheres) é uma oraganização paramilitar feminina irlandesa formada em Dublin, em 5 de abril de 1914 que auxiliaram os Voluntários Irlandeses. Embora fosse uma outra organização independente, o seu executivo foi subordinado ao dos Voluntários. Participou na Revolta da Páscoa em 1916.